# Bruno Schöne
Bruno Woldemar Schöne (* 5. Mai 1878; † nach 1959) war ein deutscher Landwirtschaftspolitiker.

## Leben
Zunächst von 1896 bis 1899 praktisch in der Landwirtschaft tätig, studierte Bruno Schöne von 1899 bis 1903 Land- und Volkswirtschaft an der Universität Leipzig. 1900 wurde er Mitglied des Corps Saxo-Borussia Leipzig. 1904 ging er als Landwirtschaftslehrer an die landwirtschaftliche Winterschule in Mengeringhausen. 1905 wechselte er als Assistent zur Landwirtschaftskammer der Provinz Sachsen in Halle (Saale). 1907 ging er zum Statistischen Reichsamt in Berlin. 1908 wurde er in den Landeskulturrat Sachsen in Dresden berufen und 1911 zu dessen geschäftsführenden Direktor ernannt. 1925 wurde er Direktor der Landwirtschaftskammer Sachsen. Zudem war er seit 1919 Leiter des Verbandes der landwirtschaftlichen Genossenschaften in Sachsen. Schöne, der von 1919 bis 1930 der DNVP angehört hatte, wurde 1933 aller seiner Ämter enthoben und betätigte sich seitdem praktisch in der Landwirtschaft. 
Nach dem Zweiten Weltkrieg trat er 1945 in der SBZ in die neu gegründete CDU ein. Von Juli 1945 bis März 1946 gehörte er der Landesverwaltung Sachsen an. Er war zuständig für das Ressort Ernährung und Landwirtschaft und leitete den Verband landwirtschaftlicher Genossenschaften. Im Oktober 1945 wurde er zum Ministerialrat ernannt. Im Juni 1946 rückte er in den Hauptvorstand der CDU auf und wurde im Februar 1947 als Nachfolger von Johannes Hummel Vorsitzender des Ausschusses für Land- und Forstwirtschaft der CDU-Zonenleitung bzw. des CDU-Landesverbandes Sachsen, im Herbst 1949 schließlich Leiter der Abteilung Land- und Forstwirtschaft des CDU-Hauptvorstandes. Nach dem erzwungenen Rücktritt des sächsischen CDU-Landesvorsitzenden Hugo Hickmann Ende Januar 1950 wurde Schöne, der entschieden gegen das kommunistische System auftrat und die politische Linie der CDU verurteilte, am 1. Februar 1950 sämtlicher Ämter enthoben und aus der CDU Sachsen ausgeschlossen. 1959 verließ er die DDR und zog in die Bundesrepublik.

## Schriften
- Die Tätigkeit des Landeskulturrates während des Krieges, 1917
- Die Berufsvertretung der sächsischen Landwirtschaft, 1919
- Die sächsische Landwirtschaft bis zum Jahre 1925 sowie Einrichtungen und Tätigkeit des Landeskulturrates Sachsen, 1925
- Die Förderung der Landwirtschaft (Landwirtschaftspflege), 1931